# John Neill
O Reverendíssimo John Robert Winder Neill (nascido em 17 de dezembro de 1945, Dublin) é um teólogo e clérigo da Igreja da Irlanda. Serviu como Arcebispo de Dublin, Bispo de Glendalough e Primaz da Irlanda.

## Biografia
Neill nasceu e cresceu em Dublin, filho único do cônego Bertie Neill, tornando-se a quarta geração de sua família a servir no ministério. Quando tinha dois anos, seu pai se mudou para Shankill, Condado de Dublin, onde foi reitor de Crinken de 1947 a 1961. Mais tarde, ele foi reitor de diversas paróquias diferentes. O jovem John Neill estudou na Avoca School, em Blackrock, na Sandford Park School, em Ranelagh, e no Trinity College, em Dublin. Em 1965, recebeu uma Bolsa de Estudos Foundation em Hebraico e Línguas Orientais e se formou no ano seguinte com honras de primeira classe. Recebeu uma Bolsa de Estudos Robert Gardiner da Universidade de Cambridge e passou os dois anos seguintes no Jesus College. Em 1972, obteve o título de Mestre pela Universidade de Cambridge.
Em agosto de 1968, casou-se com Betty (nascida Cox), de Ballymoney, Condado de Antrim, que conheceu em TCD. Betty lecionava em Coleraine e Ely quando se casaram. Eles têm três filhos: o reverendo Stephen Neill, Andrew e Peter.
Após estudar para o ministério em Ridley Hall, Cambridge, foi ordenado diácono em 1969 e sacerdote no ano seguinte. Serviu em diferentes partes do país: de 1969 a 1971, foi pároco da Igreja de St. Paul's, Glenageary e, posteriormente, serviu por três anos na Catedral de St. Canice, em Kilkenny. No início dos anos 70, lecionou Antigo Testamento no Divinity Hostel e, no início dos anos 80, lecionou Liturgia Pastoral no Theological College e na Escola de Teologia TCD. No Condado de Cork, foi reitor de Skibbereen, onde permaneceu por quatro anos, antes de retornar a Dublin como reitor de St. Bartholomew's & Leeson Park. Em 1984, foi nomeado reitor de Waterford.
Em janeiro de 1986, foi eleito bispo e passou 11 anos como Bispo de Tuam, Killala e Achonry. De 1986 a 1997, foi membro do Conselho Administrativo da University College Galway e também do Conselho Acadêmico da Escola Irlandesa Ecumênica. Em 1996, ordenou sua nora como a primeira sacerdotisa de Tuam.
Em abril de 1997, foi eleito Bispo de Cashel e Ossory e mudou-se para Kilkenny. Também foi presidente do Kilkenny College, o maior internato da Irlanda. Foi eleito Arcebispo de Dublin e Bispo de Glendalough em 29 de agosto de 2002, pelo Colégio Eleitoral Episcopal, na Catedral de Christ Church, em Dublin sucedendo ao Reverendíssimo Dr. Walton Empey, aposentado no final de julho. Assumiu em 12 de outubro de 2002.
Como bispo, ele foi presidente da Comissão Geral do Sínodo sobre a Ordenação de Mulheres de 1988 a 1991 e propôs o Projeto de Lei no Sínodo Geral. Ele também desempenhou um papel de destaque na Conferência de Lambeth em 1988, onde foi presidente do Grupo sobre Mulheres no Episcopado e propôs todas as resoluções aprovadas. Com ampla atividade ecumênica, foi membro do Comitê Central do Conselho Mundial de Igrejas por dois mandatos de sete anos e envolvido em contatos com Igrejas nos países nórdicos e bálticos. De 1990 a 1994, foi presidente do Conselho de Igrejas da Grã-Bretanha e Irlanda e ainda atuou como presidente das Igrejas Juntas na Grã-Bretanha e Irlanda. Em 1993, foi colíder de uma delegação da Igreja Britânica/Irlandesa na Iugoslávia. Na Irlanda, foi cofundador e presidente do Grupo de Trabalho Teológico Conjunto Igreja da Irlanda/Metodista e atuou em diversos comitês centrais da Igreja da Irlanda, abrangendo questões como reforma litúrgica, educação, comunicações, unidade cristã e estruturas sinodais. De 1988 a 1995, foi secretário da Câmara dos Bispos.
Durante seu mandato como Arcebispo, ele se envolveu intensamente em questões como ecumenismo, imigração, saúde e educação. Em 5 de outubro de 2010, Dr. Neill anunciou sua intenção de se aposentar no final de janeiro de 2011.
Em 2 de fevereiro de 2011, Dr. Michael Jackson foi eleito como seu sucessor e entronizado em 8 de maio.